# Bredbäcken
Bredbäcken är en sjö i Storfors kommun i Värmland och ingår i Göta älvs huvudavrinningsområde. Sjön har en area på 0,16 kvadratkilometer och ligger 116,8 meter över havet. Sjön avvattnas av vattendraget Lundsbergsälven.

## Delavrinningsområde
Bredbäcken ingår i det delavrinningsområde (659826-140509) som SMHI kallar för Inloppet i Acktjärnen. Medelhöjden är 147 meter över havet och ytan är 8,51 kvadratkilometer. Räknas de 2 avrinningsområdena uppströms in blir den ackumulerade arean 24,43 kvadratkilometer. Lundsbergsälven som avvattnar avrinningsområdet har biflödesordning 4, vilket innebär att vattnet flödar genom totalt 4 vattendrag innan det når havet efter 330 kilometer. Avrinningsområdet består mestadels av skog (89 procent). Avrinningsområdet har 0,29 kvadratkilometer vattenytor vilket ger det en sjöprocent på 3 procent.